# Videografia di Michael Jackson

Michael Jackson circondato dai suoi ballerini nel celebre videoclip di Thriller diretto da John Landis nel 1983.

La Videografia di Michael Jackson comprende oltre 50 videoclip tra produzioni sue e collaborazioni con altri artisti e 8 album video.
Michael Jackson ha debuttato sulla scena musicale professionale all'età di cinque anni come membro dei The Jackson 5 e ha iniziato una carriera da solista nel 1971. Indicato come il "Re del Pop" negli anni successivi, Jackson ha promosso sette dei suoi album da solista con dei video musicali o, come l'artista preferiva riferirsi a loro, "short films" ovvero "cortometraggi".
Nei primi anni '80, Jackson viene dichiarato come il motivo principale che ha portato al successo, e ha salvato dal fallimento, l'allora nascente canale TV musicale MTV grazie principalmente al successo dei video realizzati per la promozione dell'album Thriller, l'album più venduto nella storia della musica. I videoclip realizzati per i singoli Billie Jean, Beat It e Thriller sono stati infatti accreditati come i video che hanno trasformato l'arte del video musicale da un semplice strumento di promozione ad una forma d'arte attraverso l'utilizzo di registi hollywoodiani e l'aggiunta di sceneggiature, coreografie, effetti speciali e cammeo di personaggi famosi.
Negli anni '90 ha continuato ad innovare con video di successo come Black or White (1991) che è entrato nel Guinness dei primati come il video più visto nella storia con oltre 500 milioni di telespettatori in tutto il mondo, e Scream (1995) che è stato dichiarato il video più costoso mai realizzato con oltre 7 milioni di dollari di budget. Nel 1997 il suo cortometraggio musicale Michael Jackson's Ghosts venne presentato fuori concorso al Festival di Cannes, nel cortometraggio Jackson interpretava ben 5 personaggi diversi incluso il ruolo del protagonista e dell'antagonista, grazie anche agli effetti speciali creati da Stan Winston che lo diresse anche.
Inoltre Jackson ha lavorato per i suoi videoclip e per altri progetti con alcuni dei più grandi registi di Hollywood tra i quali: Steven Spielberg che lo volle come voce narrante di un audiolibro di E.T. nel 1982 e che apparve in un cammeo nel videoclip di Liberian Girl assieme a innumerevoli altri artisti; John Landis che lo diresse nei video di Thriller (1982) e Black or White (1991), Francis Ford Coppola e George Lucas che lo diressero in Captain EO (1986), un film di 17 minuti costato 30 milioni di dollari e che è stato il video più costoso da produrre (in dollari al minuto) al momento della sua uscita e in cui recitava al fianco dell'attrice Premio Oscar Anjelica Huston; Martin Scorsese che lo diresse nel video di Bad (1987); David Lynch che diresse una pubblicità per l'album Dangerous di Jackson; David Fincher che lo diresse in Who Is It; John Singleton che lo diresse in Remember the Time (1992); Spike Lee che lo diresse in due diversi video per They Don't Care About Us (1996).
Jackson inoltre ha avuto il suo primo ruolo da attore cinematografico all'età di 20 anni interpretando il ruolo dello Spaventapasseri nel musical americano The Wiz (1978). Nel 1988 ha realizzato il suo primo lungometraggio come protagonista, Moonwalker, in cui ha recitato al fianco dell'attore Premio Oscar Joe Pesci. Jackson ha inoltre collaborato con l'attore Eddie Murphy in due videoclip, il primo per accompagnare il suo singolo Remember the Time e il secondo per un pezzo benefico di Murphy intitolato Whatzupwitu (1993).
Nel 2001 per il video/cortometraggio di You Rock My World collaborò con l'attore due volte Premio Oscar Marlon Brando, suo grande amico, che accettò di apparire per la prima volta in un videoclip e che per la prima volta in anni si fece riprendere a figura intera, sarà l'ultima apparizione di Brando in un film o cortometraggio. Nel medesimo video appaiono anche gli attori Chris Tucker e Michael Madsen.
Negli ultimi anni è apparso anche in produzioni cinematografiche come Men in Black II (2002) così come nella produzione indipendente Miss Cast Away (2004). Il cantante ha avuto anche un ruolo di doppiatore in un episodio del cartone animato americano I Simpson.
I film, cortometraggi e videoclip di Jackson sono stati pubblicati in home video e hanno ricevuto diverse certificazioni come quelle della Recording Industry Association of America (RIAA). La VHS contenente il making Of del video di Thriller, pubblicata nel 1983, divenne all'epoca la VHS più venduta della storia.
Jackson ha ricevuto molti premi e riconoscimenti per i suoi video tra i quali diversi Grammy Awards, Billboard Music Awards e MTV Video Music Awards al miglior video e il premio di MTV Video Vanguard Award nel 1991 è stato rinominato in suo onore Michael Jackson Video Vanguard Award e viene consegnato agli artisti che si sono contraddistinti nell'arte dei videoclip.
Il video di Thriller è inoltre l'unico videoclip nella storia ad essere stato inserito nel prestigioso National Film Registry della Biblioteca del Congresso per essere «culturalmente storicamente o esteticamente significativo» e venendo definito «video musicale più famoso di tutti i tempi».

## Videografia e filmografia
In basso all'elenco sono segnalati solo i supporti più diffusi tralasciando quelli meno diffusi come Laserdisc e VCD:

### Album video
- Making Michael Jackson's Thriller (1983) (contiene spezzoni dei video di Can You Feel It, Billie Jean e Beat It e la versione completa del videoclip di Thriller con un lungo making of )
- Moonwalker (1988) (contiene diversi spezzoni di video passati dell'artista e le versioni complete dei video di Speed Demon, Leave Me Alone, Smooth Criminal e Come Together)
- Dangerous - The Short Films (1993) (contiene tutti i video realizzati per i singoli dell'album Dangerous più alcuni making of e apparizioni pubbliche dell'artista come quelle ai Grammy Awards 1993 e inoltre la sua performance di Heal the World all'Halftime Show del Superbowl)
- Video Greatest Hits - HIStory (1995) (contiene tutti i videoclip dei singoli del CD 1 HIStory Begins dell'album doppio HIStory -quelli per i quali è stato realizzato un video)
- HIStory on Film, Volume II (1997) (contiene tutti i videoclip dei singoli del CD 2 HIStory Continues dell'album doppio HIStory più alcune apparizioni e performance live tra le quali la performance completa di Jackson agli MTV Video Music Awards 1995 e la storica performance di Billie Jean al Motown 25)
- Number Ones (2003) (contiene i video dei singoli contenuti nell'album Number Ones-quelli per i quali è stato realizzato un video)
- Visionary: The Video Singles (2006) (ogni DualDisc contiene il rispettivo video del singolo)
- Thriller 25 (2008) (contiene i video dei 3 singoli principali estratti dall'album Thriller: Billie Jean, Beat It e Thriller e la performance di Billie Jean al Motown 25)
- Michael Jackson's Vision (2010) (cofanetto contenente quasi tutti i video realizzati da Jackson nella sua carriera da solista più alcuni video in duetto con altri artisti e coi The Jacksons e il video inedito di One More Chance)

1. Pubblicato in VHS
2. Pubblicato in VHS e DVD
3. Pubblicato in DVD
4. Pubblicato in DualDisc
5. Pubblicato in VHS, DVD e Blu-ray

### Film e documentari
- I'm Magic, interpreta lo Spaventapasseri, diretto da Sidney Lumet (1978)
- Captain EO, interpreta Captain EO, diretto da Francis Ford Coppola, prodotto da George Lucas (1986)
- Michael Jackson: The Legend Continues, (documentario), diretto da Patrick T. Kelly (1988)
- Moonwalker, interpreta sé stesso, diretto da Jerry Kramer e Colin Chilvers (1988)
- Michael Jackson's Ghosts, interpreta The Maestro; The Mayor; Ghoul; Super Ghoul; Skeleton; diretto da Stan Winston (1996 prima versione - 1997 seconda versione)
- Men in Black II, interpreta Agente M, diretto da Barry Sonnenfeld (2002)
- Miss Cast Away, interpreta Agent MJ, diretto da Bryan Michael Stoller (2004)
- The One, (documentario), diretto da Jim Gable e Paul Hunter (2004)
- Michael Jackson's This Is It, (documentario-film concerto), diretto da Kenny Ortega (2009)
- The Life of an Icon,  (documentario), diretto da Andrew Eastel (2011)
- Bad 25, (documentario), diretto da Spike Lee (2012)
- Michael Jackson's Thriller 3D (video/cortometraggio originale del 1983 restaurato in HD e riconvertito in 3D) diretto da John Landis (2017)
- Michael Jackson's Halloween (presente solo come voce nelle canzoni), diretto da Mark A.Z. Dippé e Kyung Ho Lee (2017)
- Michael Jackson: Chase the Truth (documentario), diretto da Jordan Hill (2019)
- Square One (documentario), diretto da Danny Wu (2019)
- Michael Jackson's Journey from Motown to Off the Wall, (documentario), diretto da Spike Lee (2016)
- Neverland Firsthand: Investigating the Michael Jackson Documentary, (documentario), diretto da Eli Pedraza (2019)
- Michael Jackson: Chase the Truth, (documentario), diretto da Jordan Hill (2019)
- Square One, (documentario), diretto da Danny Wu (2019)
- Thriller 40, (documentario), diretto da Nelson George (2023)

1. Mai pubblicato in home video
2. Pubblicato in VHS ufficiale e su DVD bootleg
3. Pubblicato in DVD
4. Pubblicato in VHS, DVD e Blu-ray
5. Pubblicato in DVD e Blu-ray
6. Pubblicato in streaming on demand

- We Are The World: la notte che ha cambiato il pop (documentario), diretto da Bao Nguyen (2024)

### Film e documentari mai pubblicati
- Michael Jackson's Thriller 3D, (video/cortometraggio originale del 1983 restaurato in HD e riconvertito in 3D), diretto da John Landis
- Michael Jackson's Halloween, (cartone animato in grafica computerizzata), diretto da Mark A.Z. Dippé e Kyung Ho Lee (2017)

1. Mai pubblicato in home video

### Live
- Michael Jackson: The Ultimate Collection (2004) (nel cofanetto è contenuta la prima versione del DVD della tappa del Dangerous World Tour live da Bucarest) 1
- Live in Bucharest: The Dangerous Tour (2005) (versione DVD singolo)
- Bad 25 (2012) (nell'edizione speciale dell'album è contenuto il DVD Michael Jackson Live at Wembley July 16, 1988)
- Michael Jackson Live at Wembley July 16, 1988 (2012) (versione DVD singolo)

1. Pubblicato in DVD

## Video musicali da solista
- 1979 - Don't Stop 'Til You Get Enough (Off the Wall) - diretto da Nick Saxton
- 1979 - Rock with You (Off the Wall) - diretto da Bruce Gowers
- 1980 - She's out of My Life (Off the Wall) - diretto da Bruce Gowers
- 1983 - Billie Jean (Thriller) - diretto da Steve Barron
- 1983 - Beat It (Thriller) - diretto da Bob Giraldi
- 1983 - Thriller (Thriller) - diretto da John Landis
- 1987 - Bad (long e short version - Bad) - diretto da Martin Scorsese
- 1987 - The Way You Make Me Feel (long e short version - Bad) - diretto da Joe Pytka
- 1988 - Man in the Mirror (Bad) - diretto da Donald Wilson
- 1988 - Dirty Diana (Bad) - diretto da Joe Pikta
- 1988 - Another Part of Me (live dal Bad World Tour - Bad) - diretto da Patrick T. Kelly
- 1988 - Smooth Criminal (video e film version - Bad) - diretto da Colin Chilvers
- 1988 - Speed Demon (Bad) - diretto da Will Vinton
- 1988 - Come Together (pubblicata in seguito su HIStory) - diretto da Jerry Kramer e Colin Chilvers
- 1989 - Leave Me Alone (Bad) - diretto da Jim Blashfield
- 1989 - Liberian Girl (Bad) - diretto da Jim Yukich
- 1991 - Black or White (long e short version - Dangerous) - diretto da John Landis
- 1992 - Remember the Time (Dangerous) - diretto da John Singleton
- 1992 - In the Closet (Dangerous) - diretto da Herb Ritts
- 1992 - Jam (Dangerous) - diretto da David Kellogg
- 1992 - Heal the World (Dangerous) - diretto da Joe Pytka
- 1993 - Give In to Me (Dangerous) - diretto da Andy Mohran
- 1993 - Who Is It (Dangerous) - diretto da David Fincher
- 1993 - Will You Be There (Dangerous) (con spezzoni dal Dangerous World Tour e dal film Free Willy - Un amico da salvare) - diretto da Vincent Paterson
- 1993 - Will You Be There (Dangerous) (versione 2 - con spezzoni dal Dangerous World Tour e dall'esibizione al MTV 10th Anniversary) - diretto da Vincent Paterson
- 1993 - Gone Too Soon (Dangerous) (prima versione e versione alternativa con montaggio differente) - diretto da Bill Di Cicco
- 1995 - Scream (HIStory: Past, Present and Future - Book I) - diretto da Mark Romanek
- 1995 - Childhood (HIStory) - diretto da Nicholas Brandt
- 1995 - You Are Not Alone (HIStory) - diretto da Wayne Isham
- 1995 - Earth Song (HIStory) - diretto da Nicholas Brandt
- 1996 - They Don't Care About Us (prison version - HIStory) - diretto da Spike Lee
- 1996 - They Don't Care About Us (Rio de Janeiro version - HIStory) - diretto da Spike Lee
- 1996 - Stranger in Moscow (HIStory) - diretto da Nicholas Brandt
- 1997 - Blood on the Dance Floor (Blood on the Dance Floor: HIStory in the Mix) - diretto da Michael Jackson e Vincent Paterson
- 1997 - Ghosts (long e short version - con i video di 2 Bad da HIStory e Ghost e Is It Scary da Blood on the Dance Floor) - diretto da Stan Winston
- 1997 - HIStory (Tony Moran's HIStory Lesson) (Blood on the Dance Floor) - diretto da Jim Gamble
- 2001 - You Rock My World (Invincible) - diretto da Paul Hunter
- 2001 - Cry (Invincible) - diretto da Nicholas Brandt

### Video musicali mai prodotti
- Unbreakable (Invincible)
- Break of Dawn (Invincible)
- Threatened (Invincible)

### Video musicali postumi
- 2003 - One More Chance (Number Ones) (il video fu girato nel 2003, ma mai completato; è stato pubblicato solamente nel novembre 2010 dopo la morte dell'artista) - diretto da Nicholas Brandt
- 2009 - This Is It (This Is It) (collage di immagini tratte dal film This Is It) - diretto da Kenny Ortega
- 2009 - This Is It (versione 2) (This Is It) (collage di immagini di repertorio di Jackson) - diretto da Spike Lee
- 2010 - Hold My Hand (Michael) (collage di immagini di Jackson in tour alternate da apparizioni di Akon e di fans) - diretto da Mark Pellington
- 2011 - Hollywood Tonight (Michael) (street dance di fan) - diretto da Wayne Isham
- 2011 - Behind the Mask (Michael) (clip di fan da tutto il mondo) - diretto da Dennis Liu
- 2013 - Behind the Mask (versione 2) (Michael) - diretto da Alex Topaller e Daniel Shapiro
- 2014 - Love Never Felt So Good (Xscape) (immagini di repertorio di Jackson alternate a immagini di Justin Timberlake e altri ballerini) - diretto da Rich Lee
- 2014 - A Place with No Name (Xscape) (immagini di Jackson dal backstage del video di In the Closet) - diretto da Samuel Bayer
- 2014 - Slave to the Rhythm (Xscape) (esibizione "live" di un ologramma di Jackson ai Billboard Music Award del 2014)
- 2020 - Heal the World 2020 (2020) (Dangerous) (video realizzato dalla pagina YouTube ufficiale dell'artista in supporto alle vittime della Pandemia di Covid-19)
- 2020 - They Don’t Care About Us 2020 (2020) (HIStory) (video realizzato dalla pagina YouTube ufficiale dell'artista per supportare le vittime del razzismo)

## Video musicali in duetto o in gruppo con altri artisti
- 1983 - Say Say Say (con Paul McCartney - Pipes of Peace) - diretto da Bob Giraldi
- 1985 - We Are the World (con i USA for Africa - We Are The World) - diretto da Tom Trbovich
- 1993 - Whatzupwitu (con Eddie Murphy - Love's Alright) - diretto da Wayne Isham
- 1996 - Why (con i 3T - Brotherhood) - diretto da Ralph Ziman
- 2000 - Spirit of Life  (Jackson appare in un cameo in questo video benefico realizzato dal Wave to the World Project)[13] - diretto da Mark Filby e Steven White
- 2001 - 2003 - What More Can I Give (versioni 1 e 2, con The All-Stars) (collage delle registrazioni in studio della canzone) - diretto da Michael Jackson e Marc Schaffel

### Video musicali postumi in duetto o in gruppo con altri artisti
- 2010 - We Are the World 25 for Haiti (con vari artisti - immagini di Jackson estratte dal video ufficiale di We Are the World) - diretto da Paul Haggis
- 2011 - All in Your Name (con Barry Gibb - immagini di Jackson e Gibb in studio nel 2002 mentre registrano il pezzo) - diretto da Barry Gibb

### Video musicali con i The Jackson 5/The Jacksons
- 1976 - Enjoy Yourself (con i The Jacksons - The Jacksons)
- 1978 - Blame It on the Boogie (con i The Jacksons - Destiny)
- 1980 - Can You Feel It (con i The Jacksons - Triumph) - diretto da Bruce Gowers e Robert Abel
- 1984 - Torture (con i The Jacksons - Victory) (nel video Michael Jackson fu sostituito da una sua statua di cera presa in prestito dal Madame Tussauds ma è da considerarsi un suo video dato che il cantante non apparve anche in altri video della sua carriera considerati canonici come Man in the Mirror o Cry) - diretto da Jeff Stein
- 1989 - 2300 Jackson Street (con i The Jacksons - 2300 Jackson Street) (immagini di Jackson e la sua famiglia riprese nella villa di famiglia a Hayvenhurst, Encino) - diretto da Grey Gold

## Apparizioni televisive principali come performer o ospite
Qui di seguito sono elencate tutte le apparizioni di Jackson da solista in show televisivi in cui si sia esibito, in cui abbia consegnato un premio o in cui abbia partecipato come ospite. Non sono incluse le apparizioni in show televisivi in cui abbia ritirato solo premi. Per quelle vedere anche: Premi e riconoscimenti di Michael Jackson.
- 27 marzo 1973 - Premi Oscar 1973 (si esibisce in Ben - è la prima esibizione dal vivo come solista della sua carriera)[14]
- 30 gennaio 1980 - UNICEF gala concert (si esibisce in Rock with You)
- 2 marzo 1981 - Diana Ross Special Show (si esibisce in Rock with You da solista e in Ease On Down The Road e Upside Down con Diana Ross)
- 25 marzo 1983 - Motown 25: Yesterday, Today, Forever (si esibisce coi Jacksons in un medley: I Want You Back, The Love You Save, Never Can Say Goodbye, I'll Be There; da solista in Billie Jean)***
- 19 ottobre 1985 - Australia Channel Seven Perth Telethon (ospite)
- 2 marzo 1988 - Grammy Awards 1988 (si esibisce in The Way You Make Me Feel e Man in the Mirror)**
- 16 novembre 1989 - The Arsenio Hall Show (ospite e consegna premio a Eddie Murphy)
- 13 novembre 1990 - Sammy Davis, Jr. 60th Anniversary Celebration (ospite e si esibisce in You Were There)
- 18 novembre 1991 - MTV's 10th Anniversary Special (si esibisce in Black or White con Slash e Will You Be There)***
- 1º ottobre 1992 - Dangerous World Tour Live in Bucharest (concerto trasmesso in diretta mondiale da HBO)**
- 16 gennaio 1993 - NAACP Image Awards (ospite e si esibisce in un breve snippet di Will You Be There)***
- 18 gennaio 1993 - Insediamento di Bill Clinton (si esibisce in We Are the World con altri artisti)
- 19 gennaio 1993 - Bill Clinton's Presidential Gala (si esibisce in Gone Too Soon e Heal the World)
- 25 gennaio 1993 - American Music Award (si esibisce in Dangerous)
- 31 gennaio 1993 - Super Bowl XXVII (si esibisce in un medley durante l'halftime show: Jam, Billie Jean, Black or White e Heal the World)***
- 10 febbraio 1993 - Michael Jackson Talks to... Oprah Live (intervista in diretta mondiale da Neverland, si esibisce in un breve snippet a cappella e con beatbox di Who Is It)
- 9 marzo 1993 - Soul Train Music Awards (si esibisce in Remember the Time)
- 5 gennaio 1994 - NAACP Image Awards (ospite e consegna premio a Debbie Allen)
- 21 febbraio 1994 - Jackson Family Honors (ospite e si esibisce in If You'd Only Believe con altri artisti)
- 8 settembre 1994 - MTV Video Music Awards 1994 (ospite e presentatore inizio serata)
- 3 giugno 1995 - VH1 Honors (si esibisce in un breve snippet di We Are the World coi Boyz II Men)
- 7 settembre 1995 - MTV Video Music Awards 1995 (apre la serata esibendosi in un medley: Don't Stop Til You Get Enough, The Way You Make Me Feel, Scream, Black or White con Slash, Billie Jean, Dangerous e You Are Not Alone)**
- 22 settembre 1995 - BET 15th Anniversary (si esibisce in You Are Not Alone)
- 4 novembre 1995 - Wetten, dass..? (si esibisce in Dangerous ed Earth Song)
- 22 novembre 1995 - Soul Train's 25th Anniversary (si esibisce in Dangerous e You Are Not Alone)[15]
- 19 febbraio 1996 - BRIT Awards 1996 (si esibisce in Earth Song)
- 8 maggio 1996 - World Music Awards (si esibisce in Earth Song)
- 16 febbraio 1997 - Elizabeth Taylor 65th birthday celebration (ospite e si esibisce in Elizabeth I Love You)
- 6 maggio 1997 - Telegatto (ospite e consegna premio alla migliore trasmissione italiana dell'anno)
- 20 marzo 1999 - Wetten, dass..? (ospite)
- 26 maggio 2000 - Dame Elizabeth Taylor: A Musical Celebration (ospite e conclude la seata cantando insieme agli altri ospiti There Is Nothin' Like a Dame)**[16]
- 6 settembre 2001 - MTV Video Music Awards 2001 (esibizione a sorpresa con gli 'N Sync)
- 21 ottobre 2001 - United We Stand: What More Can I Give (si esibisce in Man in the Mirror da solista e in What More Can I Give con altri artisti)
- 20 aprile 2002 - American Bandstand 50th anniversary (si esibisce in Dangerous)
- 24 aprile 2002 - A Night at the Apollo (si esibisce in Dangerous, Black or White con Dave Navarro e Heal The World con Diana Ross)
- 29 agosto 2002 - MTV Video Music Awards 2002 (ospite e consegna premio al miglior video pop dell'anno)
- 24 giugno 2003 - BET Awards (ospite e consegna premio a James Brown col quale si esibisce in un breve snippet di Make It Funky)
- 5 giugno 2006 - SMAP×SMAP (programma TV Giapponese) (ospite)
- 15 novembre 2006 - World Music Awards 2006 (si esibisce in un breve snippet di We Are the World - è l'ultima esibizione dal vivo dell'artista)

** Pubblicato in via ufficiale in Home video
*** Pubblicato in via ufficiale in versione tagliata in Home video

## Apparizioni televisive

### Attore/doppiatore
- 1976/1977 - The Jacksons TV Show (partecipa a vari sketch coi fratelli tra una performance musicale e l'altra)
- 1991 - I Simpson (*) (presta voce a Leon Kompowsky nell'episodio Papà-zzo da legare)
- 10 febbraio 1993 - Michael Jackson Talks to... Oprah Live (intervista in diretta mondiale da Neverland)

(*) Nell'episodio in questione (Pa-pazzo da legare) Jackson non compare, ma nella versione originale doppia Leon Kompowsky, il quale si presenta a Homer Simpson con il nome del famoso artista, rivelando solo alla fine la sua vera identità. Nei titoli di coda viene accreditato sotto lo pseudonimo John Jay Smith.
Jackson appare nei seguenti prodotti televisivi ma non doppia né interpreta sé stesso:
- 1971/1972 - Jackson 5ive (appare solo in versione animata ed è doppiato da Donald Fullilove)
- 1992 - The Jacksons: An American Dream (interpretato in realtà da altri attori tra cui Jason Weaver)

## Interviste televisive principali
Qui di seguito sono elencate alcune delle principali interviste rilasciate da Michael Jackson nella sua carriera da solista e mandate in onda in televisione in varie parti del mondo e pertanto reperibili in video. Non sono incluse le interviste rilasciate a riviste e radio. Le date, la dove non specificato, si riferiscono alla data di messa in onda.
- novembre 1977 - Molly Meldrum, giornalista australiano, intervista Michael Jackson a New York allo Studio 54[17]
- 1980 - 20/20 (Sylvia Chase intervista Michael Jackson e altri membri della famiglia Jackson)[18]
- 25 febbraio 1983 (Entertainment Tonight intervista Michael Jackson il giorno in cui riceve un riconoscimento dalle mani di Jane Fonda)[19][20]
- 1983/'84 - Unauthorized Interview (intervista a Michael Jackson condotta nella tenuta dei Jacksons di Hayvenhurst a Encino infine non autorizzata dall'artista ma venduta lo stesso in svariate versioni negli anni '80 in VHS bootleg)[21]
- settembre 1987 - Molly Meldrum Interview (Molly Meldrum intervista per la seconda volta nella sua carriera Michael Jackson questa volta a Tokyo)
- 13 novembre 1987 - Ebony/Jet Interview (intervista per le riviste Ebony/Jet mostrata in televisione solo dopo la scomparsa dell'artista nel 2009)[22]
- 10 febbraio 1993 - Michael Jackson Talks to... Oprah Live (intervista in diretta mondiale dal Neverland Ranch)[23]
- 14 giugno 1995 - Primetime Live (intervista di Diane Sawyer a Michael Jackson e alla sua allora neo-moglie Lisa Marie Presley)[24]
- 28 luglio 1995 - MTV interview (Bill Bellamy intervista Michael Jackson per MTV per il lancio del video di You Are Not Alone)[25]
- 10 novembre 1996 - VH1 interview (Michael Jackson risponde alle domande dei suoi fans)[26]
- 19 novembre 1996 - Hey Hey It's Saturday interview (Molly Meldrum intervista per la terza volta Michael Jackson questa volta in Australia)[27]
- dicembre 1996 - N-TV interview (intervista rilasciata dall'artista per il network giapponese N-TV - l'intervista viene interrotta più volte perché Jackson non riesce a contenere le risate)[28][29]
- 12 settembre 1997 - 20/20 (Michael Jackson intervistato a Parigi da Barbara Walters)
- 11 dicembre 1999 - MTV’s 100 Greatest Videos Ever Made (Michael Jackson intervistato da Alex Coletti per MTV per celebrare la prima posizione del suo video Thriller nella classifica di fine millennio dei migliori video mai realizzati)[30][31]
- 7 novembre 2001 - TRL (Carson Daly intervista Michael Jackson a New York per TRL)[32][33]
- 7 novembre 2001 - VH1 interview (Jackson intervistato dai conduttori di VH1 a New York)
- 12 novembre 2001 - Entertainment Tonight (intervista a Jackson più spezzoni esclusivi del Michael Jackson 30th Anniversary e della registrazione di What More Can I Give)[34]
- 28 dicembre 2003 - 60 Minutes (Michael Jackson intervistato da Ed Bradley)[35]
- 5 febbraio 2005 - Geraldo Rivera Interview (Geraldo Rivera intervista Michael Jackson a Hayvenhurst a Encino il 19 gennaio 2005)[36][37]
- 15 ottobre 2006 - Access Hollywood interview (Michael Jackson intervistato in Irlanda da Billy Bush - è l'ultima intervista televisiva di Michael Jackson, tutte le altre interviste rilasciate fino alla sua prematura morte nel 2009 saranno o cartacee o radiofoniche)[38]

## Documentari televisivi ufficiali non pubblicati in home video
- 3 febbraio 2003 - Living with Michael Jackson (il documentario doveva essere inizialmente pubblicato in via ufficiale in DVD ma, dopo le polemiche tra Jackson e i produttori dovute al montaggio finale che l'artista non aveva gradito, Jackson non diede il via libera alla pubblicazione che venne infine cancellata)
- 23 febbraio 2003 - The Michael Jackson Interview: The Footage You Were Never Meant to See - (speciale composto da spezzoni inediti ripresi da un cameran personale di Michael Jackson durante la famosa intervista con Martin Bashir nel documentario Living with Michael Jackson)[39]
- 24 aprile 2003 - Michael Jackson's Private Home Movies (speciale composto da spezzoni di video personali presentato da Michael Jackson dal Neverland Ranch)[40]
- 3 marzo 2019 - Leaving Neverland (postumo e contro il cantante)

## Concerti ufficiali mostrati in televisione e non pubblicati in home video
- Bad Tour Live in Yokohama - 26 settembre 1987 (concerto del Bad World Tour registrato in Giappone e mandato in onda da diversi canali TV all'epoca e pensato per una release in VHS poi cancellata - ne esistono svariate versioni bootleg reperibili fin dagli anni '80 in VHS e in seguito anche in DVD tra le quali Bad Tour Live in Yokohama Stadium - le uniche due canzoni estratte da questo concerto ad essere pubblicate in via ufficiale sono state Bad e I Just Can't Stop Loving You pubblicate come tracce extra nel DVD Michael Jackson Live at Wembley July 16, 1988)

- HIStory Live in Munich - 4 e 6 luglio 1997 (il concerto venne mandato in onda da vari emittenti TV, tra le quali il canale tedesco ZDF. Fu ripreso in HD in vista di una release natalizia in VHS e DVD poi cancellata)
- Michael Jackson: 30th Anniversary Special - 7 e 10 settembre 2001 - messa in onda: 13 novembre 2001 (i concerti vennero ripresi in HD e il montaggio del meglio dei due concerti venne mandato in onda in USA facendo record di telespettatori. Negli anni seguenti si è sempre parlato di una possibile release in DVD e Blu-ray, infine sempre rimandata)

## Pubblicità eteaser trailer
- 1980 - Suzuki Commercial[41]
- 1984 - Pepsi Generation - diretta da Bob Giraldi[42]
- 1984 - Pepsi Convention - diretta da Bob Giraldi[43]
- 1987 - Pepsi The Kid[44]
- 1987 - Pepsi The Kid (versione per il mercato sudamericano)[45]
- 1988 - Pepsi Price of Fame (prima versione di Pepsi the Chase rimasta inedita fino al 2015)[46] - diretta da Joe Pytka
- 1988 - Pepsi The Chase[47] - diretta da Joe Pytka
- 1989 - California Raisins Commercial featuring Michael Jackson (Jackson presta la voce al suo personaggio di plastilina solo alla fine della pubblicità nella parte parlata ma non in quella cantata per questioni contrattuali)[48]
- 1990 - LA Gear commercial[49][50]
- 1991 - Dangerous teaser trailer - diretto da David Lynch[51]
- 1992 - Pepsi Black or White (rara pubblicità utilizzata come intro per la prima messa in onda del Dangerous Tour live in Bucarest)[52]
- 1992 - Pepsi Dreams - diretta da Joe Pytka[53]
- 1992 - Pepsi I'll Be There[54] - diretta da Joe Pytka
- 1995 - HIStory Teaser trailer - diretto da Rupert Wainwright
- 1997 - Esonic commercial (feat. Omer Bhatti)[55]